# Nuh Carbon
Nuh Carbon – dziewiąty album studyjny Michaela Rose’a, jamajskiego wykonawcy muzyki reggae.
Płyta została wydana w roku 1996 wspólnym nakładem londyńskiej wytwórni Greensleeves Records i waszyngtońskiej RAS Records. Nagrania zostały zarejestrowane w studiach Black Scorpio, Music Works oraz Grafton w Kingston. Ich produkcją zajął się Paul "Jah Screw" Love. Album został wznowiony przez RAS w roku 2003 oraz przez Greensleeves w roku 2007.

## Lista utworów
1. "Original, Nuh Carbon"
2. "My Eyes On Jah Jah"
3. "Ordinary Man"
4. "A Friend Indeed"
5. "Don't Be A Warmonger"
6. "Where Is That Love"
7. "Ruff And Ragged"
8. "Good Vibes"
9. "Dem A Watch"
10. "African Girl"
11. "Straight To The Top"
12. "Money"
13. "Once Bitten"
14. "Warmonger" feat. Daddy Screw

## Muzycy
- Lloyd "Gitsy" Willis - gitara
- Willie Lindo - gitara rytmiczna
- Owen "Bassie" Reynolds - gitara basowa
- Michael "Home-T" Bennett - gitara basowa
- Danny Firehouse - gitara basowa, perkusja
- Cleveland "Clevie" Browne - perkusja
- David "Fluxy" Heywood - perkusja
- Sly Dunbar - perkusja
- Leroy "Mafia" Heywood - keyboard
- Carlton "Bubbler" Ogilvie - keyboard
- Paul "Wrong Move" Crossdale - keyboard
- Paul "Computer Paul" Henton - keyboard
- Ronald "Nambo" Robinson - puzon
- Junior "Chico" Chin - trąbka
- Dean Fraser - saksofon
- Sugar Black - chórki
- Patrick "Tony Gold" Morrison - chórki
- Derek "Brian Gold" Thompson - chórki
- Norbert "Lehbanchuleh" Clarke - chórki